# Daniel Wenzel
Daniel Wenzel, detto Mahoma (1953), è un ex cestista uruguaiano.

## Carriera
Con l'Uruguay ha disputato i Campionati americani del 1980.